# Pecorara

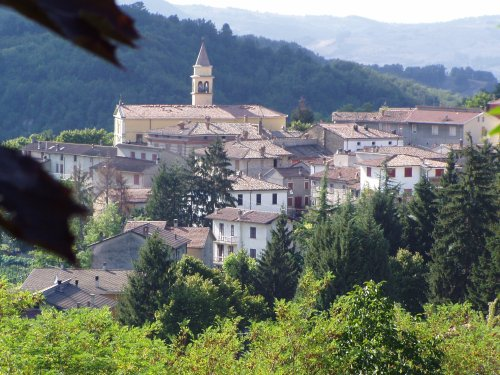
Pecorara

Pecorara is een gemeente in de Italiaanse provincie Piacenza (regio Emilia-Romagna) en telt 884 inwoners (31-12-2004). De oppervlakte bedraagt 53,8 km², de bevolkingsdichtheid is 17 inwoners per km².
De volgende frazioni maken deel uit van de gemeente: Cicogni, Praticchia, Busseto, Costalta, Sevizzano, Marzonago, Montemartino, Morasco, Roncaglie.

## Demografie
Pecorara telt ongeveer 485 huishoudens. Het aantal inwoners daalde in de periode 1991-2001 met 15,7% volgens cijfers uit de tienjaarlijkse volkstellingen van ISTAT.
| Jaar | Inwoneraantal |
| ---- | ------------- |
| 1991 | 1086          |
| 2001 | 915           |

## Geografie
Pecorara grenst aan de volgende gemeenten: Bobbio, Pianello Val Tidone, Piozzano, Romagnese (PV), Travo, Zavattarello (PV).
Agazzano · Alseno · Alta Val Tidone · Besenzone · Bettola · Bobbio · Borgonovo Val Tidone · Cadeo · Calendasco · Caorso · Carpaneto Piacentino · Castel San Giovanni · Castell'Arquato · Castelvetro Piacentino · Cerignale · Coli · Corte Brugnatella · Cortemaggiore · Farini · Ferriere · Fiorenzuola d'Arda · Gazzola · Gossolengo · Gragnano Trebbiense · Gropparello · Lugagnano Val d'Arda · Monticelli d'Ongina · Morfasso · Ottone · Piacenza · Pianello Val Tidone · Piozzano · Podenzano · Ponte dell'Olio · Pontenure · Rivergaro · Rottofreno · San Giorgio Piacentino · San Pietro in Cerro · Sarmato · Travo · Vernasca · Vigolzone · Villanova sull'Arda · Zerba · Ziano Piacentino
- Gemeinsame Normdatei: 1059522330
- Virtual International Authority File: 311190167

1. ↑  Popolazione Residente al 1° Gennaio 2018. Istituto Nazionale di Statistica. Geraadpleegd op 16 maart 2019.